# Osman Özköylü
Osman Özköylü (ur. 26 sierpnia 1971 w Aydın) – piłkarz turecki grający na pozycji środkowego obrońcy.

## Kariera klubowa
Karierę piłkarską Osman rozpoczął w klubie Bakırköyspor pochodzącego ze Stambułu. W 1992 roku zadebiutował w jego barwach w tureckiej Superlidze. Grał tam przez sezon, ale w 1993 roku spadł z ligi. Następnie odszedł do Trabzonsporu. Swój pierwszy sukces z zespołem z Trabzonu osiągnął w 1995 roku, gdy po raz pierwszy został wicemistrzem Turcji oraz zdobył swój pierwszy w karierze Puchar Turcji. W 1996 Trabzonspor znów wywalczył wicemistrzostwo kraju, a w 1997 wystąpił w finale krajowego ucharu. W 1998 Özköylü zajął 3. miejsce w lidze, a w 1999 - 4. W kolejnych trzech sezonach zajmował jednak niższe miejsca w tabeli, a do 2002 roku rozegrał dla Trabzonsporu 176 meczów, w których strzelił 10 goli.
Latem 2002 Osman odszedł do Samsunsporu i tam spędził dwa sezony. W 2004 roku ponownie zmienił barwy klubowe i został zawodnikiem Kayserisporu, jednak zaliczył tam tylko jedno spotkanie. Na początku 2005 roku odszedł do Kocaelisporu i w jego barwach rywalizował na boiskach pierwszej ligi. Latem stał się piłkarzem Şekersporu, a sezon 2006/2007, który był jego ostatnim w karierze, spędził w Usaksporze.

## Kariera reprezentacyjna
W reprezentacji Turcji Osman zadebiutował w 1995 roku. W 2000 roku na Euro 2000 jedno spotkanie z Belgią, wygrane przez Turków 2:0. Karierę reprezentacyjną zakończył po tym turnieju, a w kadrze Turcji rozegrał łącznie 13 spotkań.